# Adléta Švábská
Adléta Švábská († 1090) byla manželka uherského krále Ladislava I. a uherská královna.

## Život
Jejím otcem byl Rudolf Švábský a matkou jeho druhá manželka Adéla Savojská.
Adléta se narodila v 60. letech 11. století. Okolo roku 1078 se vdala za krále Ladislava Uherského, který tak souhlasil s podporou jejího otce v boji proti císaři Jindřichovi IV. V roce 1079 zemřela Adlétina matka, o rok později zemřel v bitvě u Elsteru i její otec.
S manželem měla Adléta dvě děti:
- Irena Uherská (asi 1080 – 13. srpen 1134), manžel byzantský císař Jan II.
- dcera (?–?), manželka Jaroslava Volyňského

Adléta zemřela v květnu 1090 a její manžel ji přežil o pět let. Pohřbená byla v katedrále sv. Michala ve Veszprému, kde je i její náhrobní kámen.